# Argentina silus

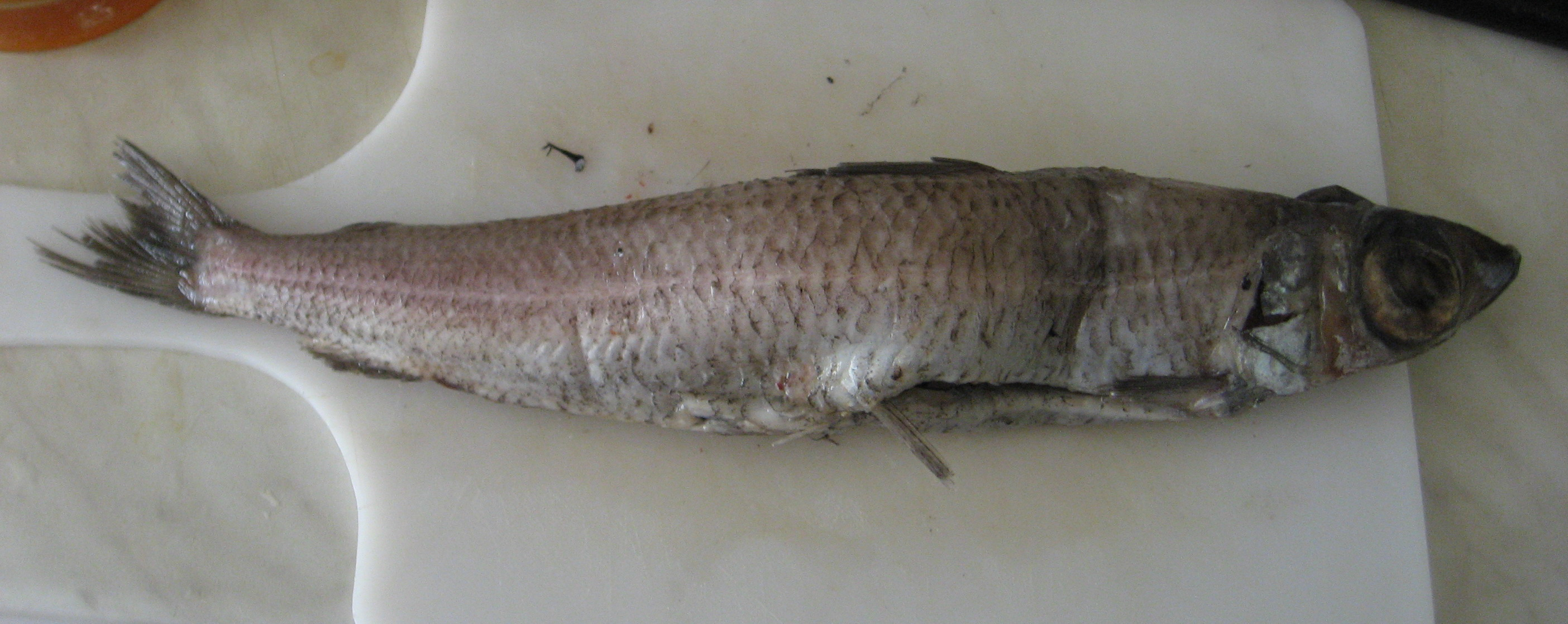
Un Argentina silus netejat

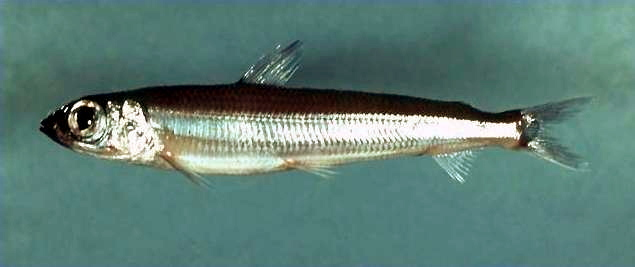
Argentina silus

Argentina silus és una espècie de peix pertanyent a la família dels argentínids.

## Descripció
- Pot arribar a fer 70 cm de llargària màxima.
- 11-13 radis tous a l'aleta dorsal i 11-17 a l'anal.
- Bufeta natatòria allargada i platejada.[3][4][5]

## Reproducció
Té lloc entre l'abril i el juliol. Els ous i els joves són pelàgics a 400-500 m de fondària.

## Alimentació
Menja invertebrats planctònics (incloent-hi eufausiacis, amfípodes -com ara, krill i Thermisto-, quetògnats, calamars i ctenòfors) i peixets.
És depredat pel congre (Conger conger) (a Irlanda), Molva dipterygia, el lluç (Merluccius merluccius), l'emperador (Xiphias gladius) i la foca de Groenlàndia (Phoca groenlandica) (a Noruega).

## Hàbitat
És un peix marí, batidemersal i oceanòdrom que viu entre 140 i 1.440 m de fondària (normalment, entre 150 i 550).

## Distribució geogràfica
Es troba a l'Atlàntic: el Canadà, Dinamarca, les illes Fèroe, Groenlàndia, Islàndia, Irlanda, Noruega (incloent-hi Svalbard), Suècia, la Gran Bretanya i els Estats Units.

## Longevitat
Pot assolir els 35 anys.

## Ús comercial
Es comercialitza fresc o com a farina de peix.

## Observacions
És inofensiu per als humans.